# Leucophora maculipennis
Leucophora maculipennis är en tvåvingeart som först beskrevs av Albuquerque 1953.  Leucophora maculipennis ingår i släktet Leucophora och familjen blomsterflugor. Inga underarter finns listade i Catalogue of Life.